# سایلنت هیل: آرکید
«سایلنت هیل: آرکید» (انگلیسی: Silent Hill: The Arcade) یک بازی ویدئویی است که توسط کونامی منتشر شد. «سایلنت هیل: آرکید» در پلت‌فرم بازی آرکید منتشر شده‌است.